# (4994) Kisala
(4994) Kisala est un astéroïde de la ceinture principale.

## Description
(4994) Kisala est un astéroïde de la ceinture principale. Il fut découvert le 1er septembre 1983 à La Silla par Henri Debehogne. Il présente une orbite caractérisée par un demi-grand axe de 2,91 UA, une excentricité de 0,20 et une inclinaison de 1,7° par rapport à l'écliptique.

## Compléments